# 丁鹤年墓亭
丁鹤年墓亭位于中国浙江省杭州市上城区南山路柳浪闻莺公园内，为元末明初回族诗人丁鹤年的墓亭，墓原在阿老丁墓旁，称“丁氏垅”。后人在墓旁建亭以作纪念，今墓已迁别址。墓亭为六角石亭，坐西朝东，重檐攒尖顶，面阔1.95米，柱高2.5米。

## 图集
- 远景
- 檐部，每面斗栱各四攒，下檐用单翘重昂，上檐用单翘单昂
- 檐部
- 柱子所倚抱鼓石
- 内景，柱间围坐凳栏杆
- 藻井